# Hiver rouge
Pour plus de détails, voir Fiche technique et Distribution.
Hiver rouge est un téléfilm policier français, le premier de la collection Les Saisons meurtrières. Il a été réalisé par  Xavier Durringer en 2011 et diffusé pour la première fois le 6 janvier 2012 sur France 2.
C'est l'adaptation du polar de Gilda Piersanti Rouge Abattoir. Il a reçu le prix de la meilleure musique au 13e Festival de la fiction TV de La Rochelle.
Trois autres volets de cette collection ont été diffusés, chacun étant espacé d’environ un an et demi : Bleu catacombes (en 2014), Jaune iris (en 2015) et Noir enigma (en 2017).

## Synopsis
Le jour de Noël, à Paris, Place de Bitche, une main découpée à la scie et accrochée à un sapin est retrouvée par l'équipe du commissaire Rousseau.
Pour résoudre cette sombre enquête, sa hiérarchie lui impose l'aide d'une profileuse atypique, Mariella De Luca. Rousseau, réticent à ce partenariat, semble convaincu que cette mise en scène macabre signe le troisième meurtre d'un tueur en série.

## Fiche technique
- Scénario : Gianguido Spinelli et Gilda Piersanti (d'après le roman de Gilda Piersanti)
- Production : Sophie Deloche
- Musique : Siegfried
- Directeur de la photographie : Manuel Téran
- Chef opérateur son : Madone Charpall
- 1re assistante réalisateur : Ambre Valade
- Directrice de casting : Françoise Menidrey
- Responsable figuration : Stéphane Chemin
- Scripte : Véronique Heuchenne
- Chef décorateur : Éric Durringer

## Distribution
- Patrick Chesnais : le commissaire Rousseau
- Camille Panonacle : Mariella De Luca, la profileuse
- Jane Birkin : Lily Rousseau, la femme du commissaire
- Brigitte Catillon : Françoise Berthier
- Grégory Fitoussi : Fabrice Berthier
- Gérald Laroche : Roubaix, un subordonné du commissaire
- Bruno López : lieutenant Borel, un subordonné du commissaire
- Thomas Coumans : David Fauvet
- Michel Bompoil : le procureur François Montalembert
- Christiane Millet : Delphine Fauvet
- Vincent Jouan : Cortez
- Frédéric Duff-Barbé : Miller
- Christophe Rouzaud : Mario
- Juliet Lemonnier : Véronica
- Jean Miez : Leroux

ainsi que, dans des rôles de policiers :
- Tadrina Hocking, Thomas Arnaud, Bun Daravirak, Clément Parmentier, Frédéric Platti, Christophe Thuillier et Fabrice Colson (non confirmé).